# TJ Tatran Horní Bříza
TJ Tatran Horní Bříza (celým názvem: Tělovýchovná jednota Tatran Horní Bříza) byl československý klub ledního hokeje, který sídlil ve městě Horní Bříza v Západočeském kraji. V sezóně 1959/60 se klub zúčastnil poprvé v klubové historii 2. československé ligy. Ve skupině A klub skončil na sestupové jedenácté příčce.

## Přehled ligové účasti
Stručný přehled
Zdroj: 
- 1958–1959: Oblastní soutěž – sk. B (3. ligová úroveň v Československu)
- 1959–1960: 2. liga – sk. A (2. ligová úroveň v Československu)
- 1964–1965: Západočeský krajský přebor (3. ligová úroveň v Československu)

Jednotlivé ročníky
Zdroj: 
Legenda: ZČ - základní část, červené podbarvení - sestup, zelené podbarvení - postup, fialové podbarvení - reorganizace, změna skupiny či soutěže
| Československo (1958 – 1965) |                            |           |           |                                       |             |
| Sezóny                       | Soutěž                     | Úroveň    | ZČ        | Play-off, nadstavba, sk. o udržení... | Poznámky    |
| 1958/59                      | Oblastní soutěž – sk. B    | 3. úroveň | 1. místo  |                                       | Postup      |
| 1959/60                      | 2. liga – sk. A            | 2. úroveň | 11. místo |                                       | Sestup      |
| ...                          |                            |           |           |                                       |             |
| 1964/65                      | Západočeský krajský přebor | 3. úroveň | 1. místo  |                                       | Kvalifikace |